# 2017年行政長官候選人答問大會

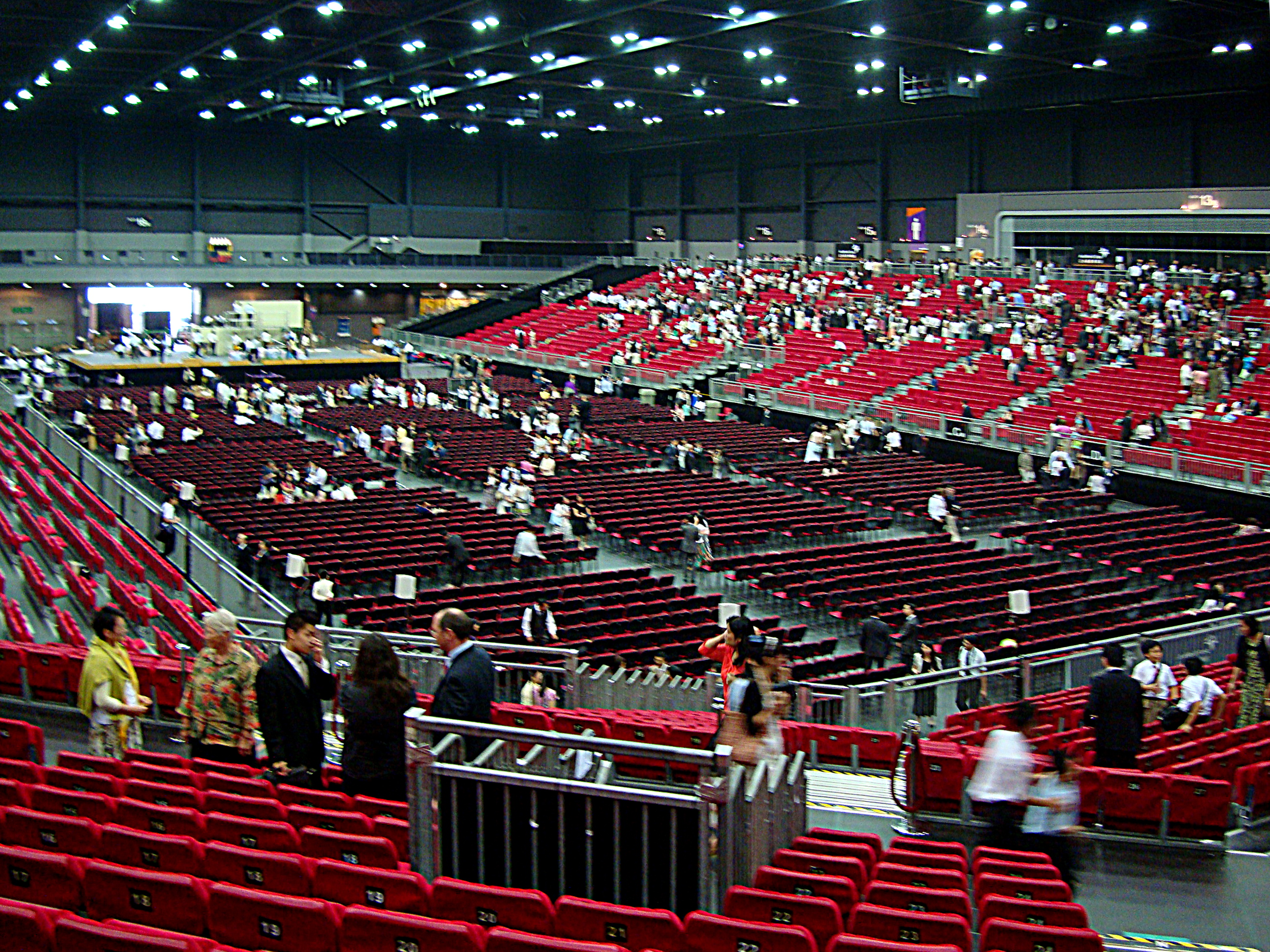
亞洲國際博覽館

2017行政長官候選人答問大會，又稱2017年選委論壇，為莫乃光等2017年香港行政長官選舉選委安排的選前論壇，獲港台電視32等多家電子傳媒現場直播，在赤鱲角亞洲國際博覽館於2017年3月19日晚上7時正至9時半進行，論壇主持為資深傳媒工作者謝志峰及李家文。

## 流程
介紹政綱
9分鐘：每個候選人各有3分鐘。
選委提問
51分鐘：每個候選人各有17分鐘，每條提問限時30秒，回應時間不限。
主持人抽出21位選委提問，當中19位民主派，2位建制派。籌委事後開箱，點算發現189張提問紙中，民主300+佔大多數，建制派較少入紙。
公眾提問
27分鐘：每個候選人各有9分鐘，每條提問限時30秒，回應時間不限。
論壇並事前收集香港市民文字提問，現場抽出約20條，讓三位參選人回答。
總結
6分鐘：每個候選人各有2分鐘。

## 金句
曾俊華：
- 「近日民調反映，Carrie嘅支持度係比佢嘅不支持度相差好遠，一個未上任嘅特首，支持度已經係負淨值，係前所未見，如果特首冇市民支持、冇公務員支持、冇一個廣泛政治光譜支持，或者搵唔到適當人才我哋點樣做管治，我哋只會有一個低民望、低能量、低認受性嘅特首，一個三低特首，帶領一個三低政府，我哋跟住未來五年係會好難受。」
- 「特首唔係話要有好口才、唔係要好打得。」
- 「好多政客都是『講了當做了』，林太大家都可以看到不同例子是『爛尾』收場：以前提到很多丁屋，現時提都沒有提過；以前說過星光大道，但受到一些壓力，有些人認為是官商勾結的事情，便立即『跪低』，不同計劃都『縮水』；故宮博物館好事變壞事。因為都是黑箱作業，所以相信市民經過過去五年後，我們不會再被騙到。」
- 曾俊華指台上3人都年過60歲，但林鄭即稱「我未呀！」曾俊華即「耍冧」，補鑊稱「女士永遠都係25歲」。
- 「五年前，有689個選委相信一個口才很好的候選人，相信他可以帶領香港建設一個『香港營』，但歷史告訴我們，他們的願望最後落空。」
- 「唔單止要work hard，仲要work smart」

胡國興：
- 「林太話佢會小心聆聽，我不如咁話啦，佢小心講嘢好啲啦」
- 「呢啲舊哲學、新哲學係喊口號嘅啫，最緊要有用！」
- 「林鄭話會小心聆聽，不如話會小心講嘢好啲，如果講完又收番，又話頭先講嗰啲唔對路，如果我喺法庭審訊，證人前言不對後語，你話我點樣對佢吖？」
- 「你做咗特首會唔會調查？咁你又唔答問題喎，咁呢啲係唔係語言偽術呢？」
- 「點營造呢？佢一落區已經多人到圍住佢，我唔知佢點營造到咁嘅氛圍……佢去可能有第二個佔中出現都唔定。」
- 「（回應曾俊華總結發言指選委應給香港一個機會）各位各位，畀個機會好唔好？」
- 「（指曾俊華和林鄭月娥）互相交波，交交吓波，連個波都唔見咗」
- 「（回應林鄭以「太攰、太遠」為由拒到天水圍見基層）天水圍我有去，一請我就去，無後悔嘅」

林鄭月娥：
- 「今日的林鄭月娥，仍然是昔日的林鄭月娥。」
- 「每次入去佢（指曾俊華）房，我都好羡慕，佢枱頭無File、無紙張」

## 現場
社民連梁國雄於會場內大叫「不要篩選，要真普選」口號，被保安命令離場。

## 電視直播
由香港電台負責現場電視製作，多間電子傳媒聯合現場直播：
- 香港電台電視32台
- 香港有線電視直播新聞台
- now寬頻電視直播台

電視直播期間，由慈善機構龍耳提供即時手語傳譯。

## 外部參考
1. ↑  三候選人回應選委提問時針鋒相對 （页面存档备份，存于），Now新聞台，2017年3月19日

## 相關
- 2017年行政長官選舉辯論
- 2017年香港特別行政區行政長官選舉

## 外部連結
- 2017年行政長官候選人答問大會網上重溫（页面存档备份，存于）